# Distoleon dirus
Distoleon dirus is een insect uit de familie van de mierenleeuwen (Myrmeleontidae), die tot de orde netvleugeligen (Neuroptera) behoort. 
Distoleon dirus is voor het eerst wetenschappelijk beschreven door Walker in 1853.